# Gäddtjärnen (Norsjö socken, Västerbotten, 720254-165853)
Gäddtjärnen är en sjö i Norsjö kommun i Västerbotten och ingår i Umeälvens huvudavrinningsområde. Sjön har en area på 0,0613 kvadratkilometer och ligger 285,3 meter över havet.

## Delavrinningsområde
Gäddtjärnen ingår i det delavrinningsområde (720272-165928) som SMHI kallar för Mynnar i Åmträsket. Medelhöjden är 316 meter över havet och ytan är 13,33 kvadratkilometer. Det finns inga avrinningsområden uppströms utan avrinningsområdet är högsta punkten. Vattendraget som avvattnar avrinningsområdet har biflödesordning 4, vilket innebär att vattnet flödar genom totalt 4 vattendrag innan det når havet efter 195 kilometer. Avrinningsområdet består mestadels av skog (68 procent) och sankmarker (16 procent). Avrinningsområdet har 0,89 kvadratkilometer vattenytor vilket ger det en sjöprocent på 6,7 procent.